# Campionato italiano maschile di pallacanestro 1921
Il campionato italiano maschile di pallacanestro 1921 rappresenta la seconda edizione del massimo campionato italiano di pallacanestro, organizzato dalla F.G.N.I.. 
Il 2 novembre 1921, presso la Birreria Colombo (ex Spatenbrau) di Milano, vide la luce la F.I.B.: Federazione Italiana Basket-Ball. Erano presenti 10 società e fu eletto presidente Arrigo Muggiani (dirigente del F.C. Internazionale di Milano).
La FIB neo-nata organizzò un campionato proprio già nel 1922 (partecipato da 8 società tutte lombarde), ma sino al 1925 lo scudetto della pallacanestro fu assegnato in parallelo anche dalla F.G.N.I., sempre vinto dalla G.S. della Guardia di Finanza Roma.

## Verdetti
- Campione d'Italia:  ASSI Milano

Formazione: Amagni, Guido Brocca, Carlo Canevini, Alberto Valera, Giannino Valli. Allenatore: Guido Brocca.